# Collegium Melitense
Collegium Melitense – byłe kolegium jezuitów w Valletcie na Malcie, które istniało w latach 1592–1769. Wykłady w instytucji edukacyjnej rozpoczęły się w 1593, a w 1597 zostały przeniesione do specjalnie wybudowanego budynku sąsiadującego z kościołem jezuitów. W XVII wieku program nauczania został rozszerzony, a liczba studentów wzrosła. Uczelnia w 1727 została uznana za uniwersytet; była znana również jako Academia Parthenia. Po kasacie zakonu i wygnaniu jezuitów z Malty, kolegium 22 listopada 1769 zostało przemianowane na „Pubblica Università di Studi Generali”. Uczelnia jest obecnie znana jako Uniwersytet Maltański.

## Historia
W XVI wieku kilkakrotnie czyniono plany otwarcia kolegium jezuitów na Malcie. W 1553 biskup Domenico Cubelles zwrócił się do jezuitów o pomoc w otwarciu kolegium, ale z powodu braku kadry nauczycielskiej jego prośba została odrzucona. Do 1578 jezuici, inkwizycja i biskup negocjowali, czy otworzyć kolegium, aż w 1592 papież Klemens VIII interweniował i zarządził jego utworzenie. W dniu 12 listopada 1592 Collegium Melitense zostało formalnie ustanowione aktem prawnym zatytułowanym „Instrumentum Fundationis Collegii”, który został sporządzony przez notariusza Giacomo Sillato i poświadczony przez wielkiego mistrza Hugues’a Loubenxa de Verdalle, biskupa Tomasa Gargallo, inkwizytora Ludovico dell'Armi i jezuitę ks. Pietro Casatiego.
Kolegium zaczęło funkcjonować w 1593, wkrótce po ustaniu epidemii dżumy. Jego personel liczył początkowo 12 jezuitów. Utworzenie kolegium spotkało się ze sprzeciwem miejscowego duchowieństwa, które w tym samym roku zwróciło się do papieża o przeniesienie go do Mdiny. Mimo tego biskup Gargallo zapewnił fundusze i tymczasowe pomieszczenia nowej instytucji edukacyjnej w Valletcie. W latach 1595–1602 zbudowano stały kampus.
7 czerwca 1727 wielki mistrz Antonio Manoel de Vilhena wydał bullę, która nadała Collegium status uniwersytetu. Później instytucja była czasami nazywana „Academia Parthenia”, prawdopodobnie w nawiązaniu do Partheniosa z Nicei.
W 1768 w ramach kasaty zakonu w Europie jezuici zostali wydaleni z Malty. Ich majątek, w tym kolegium, został przejęty przez Skarb zakonu św. Jana, a 28 kwietnia 1768 wielki mistrz Manuel Pinto da Fonseca zarządził zamknięcie instytucji edukacyjnej, zaś większość jej jezuickiego personelu została wysłana do Civitavecchia. Mimo to Pinto nie chciał zlikwidować uczelni i do wznowienia wykładów powołano pracowników tymczasowych. W dniu 29 sierpnia 1769 Pinto zwrócił się do papieża o utworzenie Pubblica Università di Studi Generali, który zastąpiłby Collegium Melitense. Papież Klemens XIV w brewe zatytułowanym „Sedula Romani Pontifici” w dniu 20 października 1769 zezwolił na to. Wielki mistrz Pinto podpisał dekret ustanawiający nowy uniwersytet 22 listopada 1769 i instytucja ta istnieje do dziś jako L-Università ta' Malta.

## Kampus

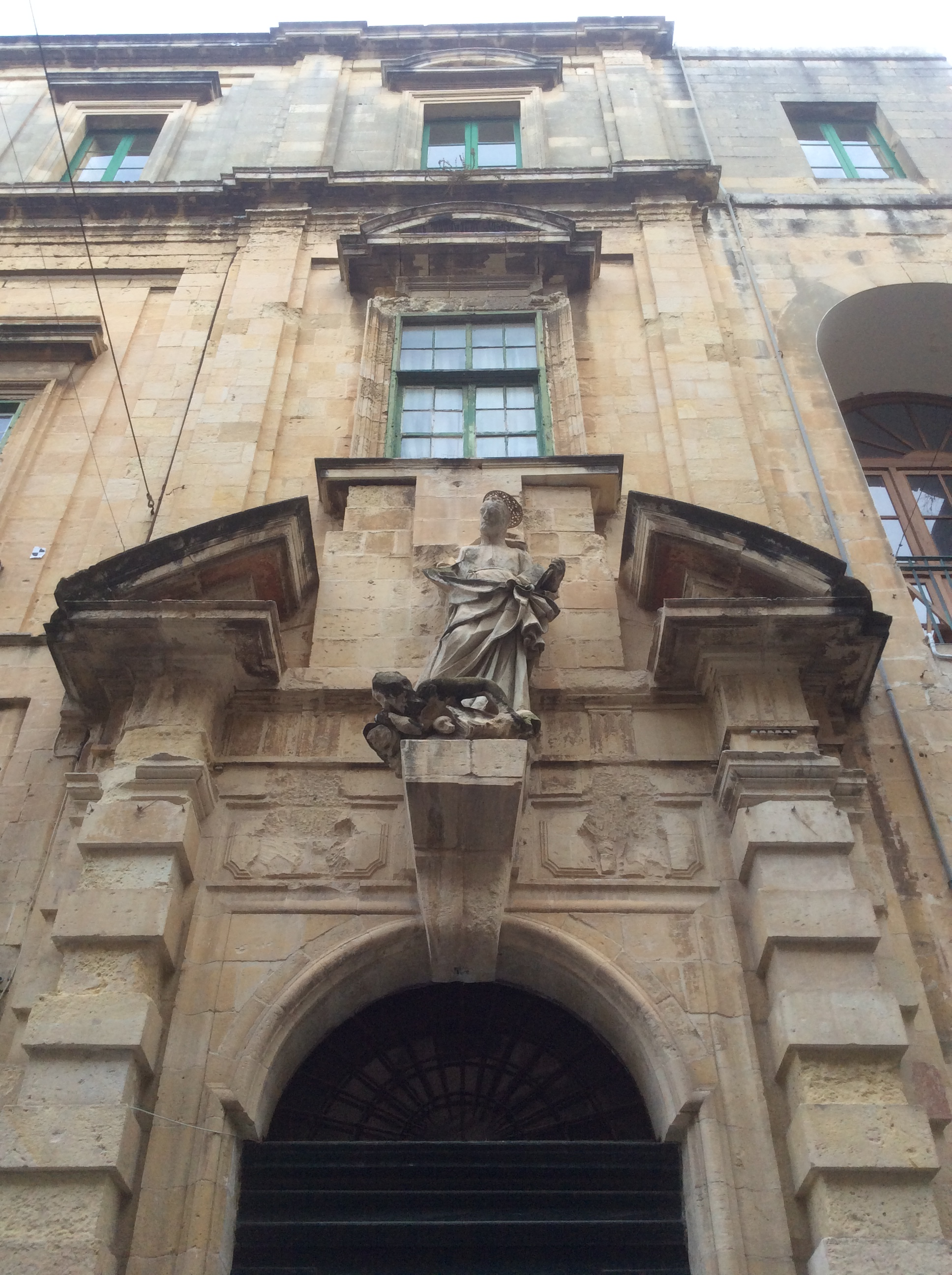
Wejście do budynku starego Uniwersytetu z posągiem św. Ignacego Loyoli i zniszczonymi herbami

Przez kilka pierwszych lat istnienia Collegium Melitense nie miało przystosowanych pomieszczeń do nauki, a zajęcia odbywały się w domu w Valletcie, który został zapewniony przez biskupa Gargallo. W 1592 rozpoczęto budowę kościoła jezuitów w Valletcie, a w 1595 rozpoczęła się budowa sąsiedniego budynku, w którym miało mieścić się kolegium. Kolegium wprowadziło się do niego w roku  1597, jakkolwiek prace budowlane trwały jeszcze do 1602. Kolegium i kościół zostały mocno uszkodzone w 1634 w wyniku eksplozji w pobliskiej fabryce prochu, w następstwie czego oba budynki zostały przebudowane. Budynki poniosły również pewne szkody w czasie trzęsienia ziemi w 1693, które zostały również naprawione. Z kolei w XIX wieku dokonano w nim pewnych zmian.
Po przekształceniu collegium w uniwersytet w roku 1769 był on nadal siedzibą uczelni.  Dopiero w latach 60. powstał główny kampus w Msidzie. Obecnie znany jako budynek starego Uniwersytetu, wykorzystywany jest podczas konferencji i seminariów.

## Organizacja i administracja
Na czele zarządu kolegium stał rektor.

## Profil akademicki
Początkowo Collegium Melitense uczyło jedynie gramatyki i nauk humanistycznych (literae humaniores), a jednym z jego celów było kształcenie duchowieństwa w przypadku braku seminarium duchownego. W XVII wieku program nauczania został poszerzony o inne kierunki studiów. Teologia i logika były nauczane w kolegium odpowiednio do 1615 i 1622. W 1655 wielki mistrz Juan de Lascaris-Castellar powołał Katedrę Matematyki, ale wkrótce po jego śmierci w 1657 ją zarzucono. Została przywrócona dopiero w 1682. Pod koniec XVII wieku regularnie nauczano filozofii i teologii scholastycznej.
Po uzyskaniu statusu uniwersytetu w 1727 uczelnia zaczęła nadawać studentom stopnie magistra i doktora filozofii i teologii. Studenci uczelni na zakończenie każdego roku nauczania prezentowali publicznie swoje możliwości akademickie zwane „Accademie”. Oddział przed-uczelniany dla najmłodszych studentów, zwany „La Terza (Classe)”, utworzono 19 października 1741.

## Życie studenckie
Liczba studentów uczelni wzrosła w ciągu XVII wieku. Zanotowano, że w 1622 w klasie logiki było 34 studentów, a do 1630–31 liczba studentów wzrosła do ponad stu. W 1658 klasa humanistyczna liczyła 97 słuchaczy. Przed 1706 na uczelni studiowało ponad 400 studentów.
W XVII wieku obowiązywały surowe zasady dotyczące zachowania studentów na uczelni. Musieli oni nosić proste ubrania i mogli rozmawiać tylko po łacinie, z wyjątkiem czwartków i niedziel, kiedy wolno im było mówić po włosku i maltańsku. Oprócz wykładów, codzienne zajęcia obejmowały ćwiczenia chóru, oraz kilka razy dziennie modlitwę.

## Znani ludzie

### Nauczyciele
- Natale Masuccio[1]
- George Sagnani

### Absolwenci
- Giovanni Francesco Abela (prawdopodobnie)[1]
- Joseph Demarco (prawdopodobnie)

## Upamiętnienia
400-lecie Collegium Melitense w 1992 upamiętniono publikacjami, wydaniem znaczków okolicznościowych i monet oraz okolicznościową wystawą.   